# Czerńczyce (Ząbkowice Śląskie)
Pour les articles homonymes, voir Czerńczyce.
Czerńczyce est une localité polonaise de la gmina de Ziębice, située dans le powiat de Ząbkowice Śląskie en voïvodie de Basse-Silésie.